# Titani
Titani (grč. Τιτάν, mn. Τιτάνες) u grčkoj mitologiji mitološka su bića koja su vladala tijekom legendarnog zlatnog doba, prema Heziodu; Uranovi i Gejini sinovi. Bilo ih je dvanaest - šest Titana i šest Titanida, a prvu je generaciju vodio Kron.

## Etimologija
Ime Titana dolazi od grčke riječi τιτανος, titanos = "bijela zemlja"/"glina"/"gips". Znači, Titani su bili bijeli ljudi - to se moglo povezati sa starim ritualima u kojima se koža prekrivala prašinom ili glinom.
Moderna etimologija donosi da je riječ starija od Grka.

## Mitologija
Heziod u svojoj Teogoniji govori da su Titani zajedno s Hekatonhirima i Kiklopima bili najmlađi naraštaj Uranovih i Gejinih potomaka. Prvi Titani bijahu: Okean, Hiperion, Japet, Teja, Reja, Temida, Mnemozina, Feba, Tetija, Kej i Krij te Kron.

### Svrgavanje Urana
Kron je u grčkoj mitologiji bio vođa i u nekim mitovima najmlađi od prve generacije Titana. Uran je Kiklope, Hekatonhire i Titane zatvorio u Tartar (Krona je smatrao čudovišnim). Geja je svojim sinovima predložila da ubiju svoga oca, ali samo se Kron odvažio te ga je kastrirao srpom dok je bio u ljubavnome činu sa svojom ženom. Od krvi ili sjemena koje je palo na tlo, nastali su Giganti, Erinije i Melije, a iz mora je izronila i Afrodita. 
U drugoj inačici mita, Kron je svrgnuo titansku zmiju Ofiona koji je stezao svijet, a potom je nastupilo blagostanje.
Nakon što je svrgnuo Urana, ponovno zatvara Hekatonhire, Titane i Kiklope u Tartar te stavlja Kampu da ih čuva dok su ondje zarobljeni. 
Vrijeme Kronove vladavine u nekim mitovima naziva se još i zlatnim dobom: ljudi tog vremena nisu imali potreba za vlašću i pravilima, jer su jednostavno svi sve činili ispravno, pa za time nije ni bilo potrebe.

### Svrgavanje Krona
Rejin muž i brat, Kron kastrirao je svoga oca Urana. Nakon toga, zatvorio je Hekatonhire, Gigante i Kiklope te je postavio čudovišnu Kampu da ih čuva. Potom su on i Reja zauzeli prijestolje kao kraljevi bogova. Ovo je doba nazvano zlatnim dobom, jer ljudi nisu imali potrebe za zakonima i pravilima te su svi činili ono što je trebalo.
Reja je s Kronom imala nekoliko djece - Hestiju, Demetru, Heru, Hada i Posejdona, ali Kron ih je sve progutao, jer je od Geje i Urana naučio da će i njega svrgnuti njegov sin, kao što je i on svoga oca. Kad se Zeus trebao roditi, Reja je Uranu i Geji izložila svoj plan te ga je sakrila, a Kronu predala smotuljak s kamenom koji je Kron progutao. Potom ga je odnijela na goru Idu na Kreti. Prema različitim inačicama mita, ondje je odgojen od različitih osoba - Geja ili koza Amalteja ili pak nimfa Adamanteja.
Kad je odrastao, Zeus je prisilio Krona da povrati Rejinu djecu, prvo kamen, a potom njih. U drugoj inačici mita, Metida je Kronu dala napitak koji ga je tjerao na povraćanje. Zatim je Zeus pustio Gigante, Hekatonhire i Kiklope te je s njima krenuo u rat - tzv. Titanomahiju.

#### Titanomahija
Titanomahija (grč. Τιτανομαχία, titanomakhía) bio je jedanaestogodišnji rat mlađeg naraštaja Titana predvođenih Zeusom protiv starijeg naraštaja. Na Kronovoj su strani bili Kej, Krij, Hiperion, Japet, Atlant i Menotije, a na Zeusovoj Hestija, Demetra, Hera, Had i Posejdon, a također i Hekatonhiri, Giganti i Kiklopi. Hekatonhiri su pomogli bacajući stotine gromada kamenja istodobno, a Kiklopi su iskovali Zeusove munje, Hadovu kacigu nevidljivosti i Posejdonov trozub.
U noći prije prve bitke, Had se odšuljao do uporišta Titana i uništio im oružje. Na posljetku su pobijedili nakon desetljeća ratovanja te su se olimpski bogovi dogovorili i izvlačeći slamke raspodijelili vlast - Zeus je lukavstvom dobio nebo i zemlju, Posejdon more, a Had podzemni svijet.
Olimpski su bogovi zatvorili poražene Titane u Tartar. Budući da su za vrijeme rata Titanide i Okean ostali neutralni, Zeus ih nije kaznio. A također u Tartar nisu poslani Atlant, Kron, Epimetej, Menetije i Prometej. Atlantu je dao drugu kaznu, a Prometej, Epimetej i Menetije poslije su promijenili stranu te su pomogli Zeusu u ratu. Kron je nakon rata uspio pobjeći te je tako izbjegao odsluženje kazne u Tartaru zajedno s ostalim Titanima koje su čuvali Hekatonhiri.

## Vanjske poveznice
- Titani u klasičnoj literaturi i umjetnosti (engl.)